# Lollywood
Lollywood (urdu: لالیوُڈ) är den pakistanska filmindustrin. Lollywood är baserad i staden Lahore. 
Namnet kommer av en kombination av första bokstaven i stadens namn och Hollywood. 